# Völpke
Völpke är en kommun och ort i Landkreis Börde i förbundslandet Sachsen-Anhalt i Tyskland.
Kommunen ingår i förvaltningsgemenskapen Obere Aller tillsammans med kommunerna Eilsleben, Harbke, Hötensleben, Sommersdorf, Ummendorf och Wefensleben.